# نصوصية
النصوصية (textualism) هي نظرية شكلية يعتمد فيها تفسير القانون حصرا على المعنى العادي للنص القانوني، حيث لا يتم النظر إلى المصادر غير النصية، مثل قصد القانون عند صدوره، والمشكلة التي كان المقصود منها حلها، أو أسئلة هامة تتعلق بالعدالة أو استقامة القانون. 